# Pederobba
Pederobba es una localidad y comune italiana de la provincia de Treviso, región de Véneto, con 7.352 habitantes.

## Evolución demográfica
| Gráfica de evolución demográfica de Pederobba entre 1861 y 2001 |
|                                                                 |
| Fuente ISTAT - elaboración gráfica de Wikipedia                 |